# Cribrospora
Cribrospora är ett släkte av svampar. Cribrospora ingår i ordningen Agaricales, klassen Agaricomycetes, divisionen basidiesvampar och riket svampar.
|             | Schizophyllaceae                            |
|             |                                             |
|             | Pterulaceae                                 |
|             |                                             |
|             | Psathyrellaceae                             |
|             |                                             |
|             | Pluteaceae                                  |
|             |                                             |
|             | Pleurotaceae                                |
|             |                                             |
|             | Physalacriaceae                             |
|             |                                             |
|             | Phelloriniaceae                             |
|             |                                             |
|             | Niaceae                                     |
|             |                                             |
|             | Mycenaceae                                  |
|             |                                             |
|             | Marasmiaceae                                |
|             |                                             |
|             | Lyophyllaceae                               |
|             |                                             |
|             | Inocybaceae                                 |
|             |                                             |
|             | Hygrophoraceae                              |
|             |                                             |
|             | Hydnangiaceae                               |
|             |                                             |
|             | Hemigasteraceae                             |
|             |                                             |
|             | Gigaspermaceae                              |
|             |                                             |
|             | Fistulinaceae                               |
|             |                                             |
|             | Entolomataceae                              |
|             |                                             |
|             | Cyphellaceae                                |
|             |                                             |
|             | Cortinariaceae                              |
|             |                                             |
|             | Clavariaceae                                |
|             |                                             |
|             | Broomeiaceae                                |
|             |                                             |
|             | Bolbitiaceae                                |
|             |                                             |
|             | Amanitaceae                                 |
|             |                                             |
|             | Agaricaceae                                 |
|             |                                             |
|             | Strophariaceae                              |
|             |                                             |
|             | Tricholomataceae                            |
|             |                                             |
|             | Typhulaceae                                 |
|             |                                             |
|             | Setchelliogaster                            |
|             |                                             |
|             | Panaeolus                                   |
|             |                                             |
|             | Amogaster                                   |
|             |                                             |
|             | Brunneocorticium                            |
|             |                                             |
| Cribrospora | \| \| Cribrospora tulostomoides \| \| \| \| |
|             | \| \| Cribrospora tulostomoides \| \| \| \| |
|             | Plicatura                                   |
|             |                                             |
|             | Stemastrum                                  |
|             |                                             |
|             | Cheilophlebium                              |
|             |                                             |
|             | Plicaturopsis                               |
|             |                                             |
|             | Phlebophyllum                               |
|             |                                             |
|             | Mesophelliopsis                             |
|             |                                             |
|             | Sedecula                                    |
|             |                                             |
|             | Gramincola                                  |
|             |                                             |
|             | Mycospongia                                 |
|             |                                             |
|             | Panaeolina                                  |
|             |                                             |
|             | Cycloderma                                  |
|             |                                             |
|             | Polygaster                                  |
|             |                                             |
|             | Acinophora                                  |
|             |                                             |
|             | Stylobates                                  |
|             |                                             |
|             | Disporotrichum                              |
|             |                                             |
|             | Cribrospora tulostomoides                   |
|             |                                             |

|  | Cribrospora tulostomoides |
|  |                           |